# Tim Penny
Timothy Joseph Penny (ur. 19 listopada 1951 w Albert Lea) – amerykański polityk, członek Partii Demokratycznej.

## Działalność polityczna
Od 1976 do 1982 zasiadał w Senacie Minnesoty. W okresie od 3 stycznia 1983 do 3 stycznia 1995 przez sześć kadencji był przedstawicielem 1. okręgu wyborczego w stanie Minnesota w Izbie Reprezentantów Stanów Zjednoczonych.